# 亨利·卡西尼

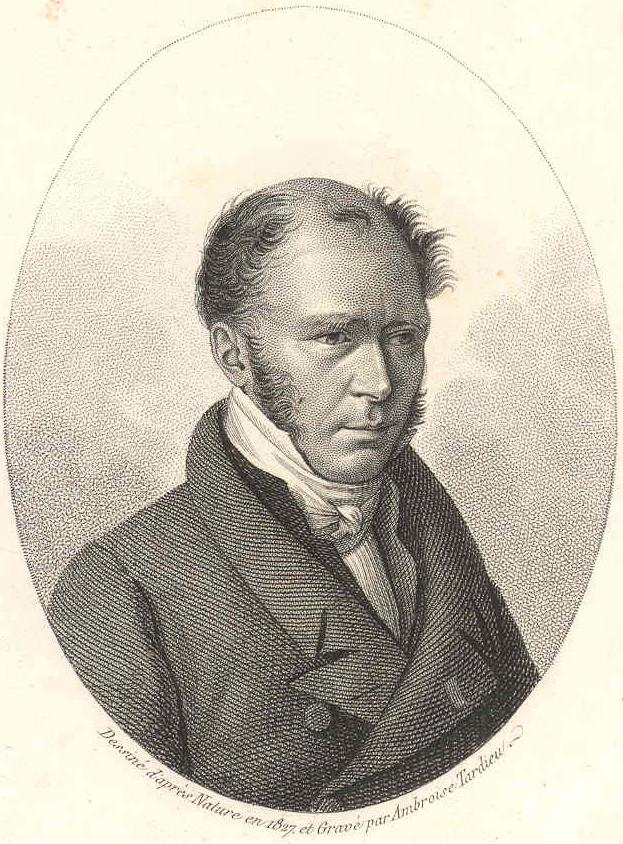
亨利·卡西尼的肖像画，安布鲁瓦兹·塔迪厄(Ambroise Tardieu)绘，1827年。

亚历山大·亨利·加布里埃尔·德卡西尼(的子爵）（Alexandre Henri Gabriel vicomte de Cassini，1781年5月9日—1832年4月16日）法国植物学家，其父亲让-多尼米克·德·卡西尼是一位天文学家，巴黎天文台台长。亨利·卡西尼命名了多种开花植物和菊科的新种。